# Suzanne Schiffman
Suzanne Schiffman, pseudonimo di Suzanne Klochendler (Parigi, 27 settembre 1929 – Parigi, 6 giugno 2001), è stata una sceneggiatrice e regista francese.
Nella sua vita venne candidata all'Oscar per la migliore sceneggiatura originale per Effetto notte, e vinse anche un Premio César per L'ultimo metrò.
È oggi considerata tra i maggiori esponenti del cinema francese del XX secolo e in particolare della cosiddetta Nouvelle Vague, il movimento cinematografico della "nuova ondata".

## Biografia

### Infanzia e formazione
Di origine ebraica, durante la Seconda Guerra Mondiale deve nascondere con una sciarpa la stella gialla che è obbligata a portare sugli abiti per potersi recare agli spettacoli cinematografici e teatrali, il cui ingresso era vietato agli ebrei. Quarant'anni dopo riporterà tale episodio della sua giovinezza nella sceneggiatura del film L'ultimo metrò. La madre viene catturata e deportata dalla Gestapo, mentre Suzanne e i suoi fratelli riescono a salvarsi rifugiandosi in un convento di suore.
Una volta terminata la guerra, Suzanne studia storia e storia dell'arte all'Università della Sorbona di Parigi, dove si rivela una degli studenti migliori e si diploma con il massimo dei voti.

### Primi anni
Giovanissima, nel dopoguerra entra a far parte di un piccolo gruppo di cinefili parigini. La sua formazione cinematografica è dovuta alle centinaia di pellicole viste nei cineclub e nella Cinémathèque, di cui è frequentatrice assidua. È proprio qui che conosce altri registi come lei, come i coetanei Jean-Luc Godard e François Truffaut: in particolare con quest'ultimo condivide una visione del cinema simile e l'apprezzamento per molti cineasti. Ne nasce così un'amicizia e, in seguito, una collaborazione professionale che durerà fino alla morte del regista, avvenuta nel 1984.

### Carriera
Dopo un soggiorno negli Stati Uniti e in Messico, torna in Francia dove collabora ai dialoghi di Parigi ci appartiene (Paris nous appartient) di Jacques Rivette. È l'inizio di una lunga carriera che la vedrà ricoprire praticamente tutti i ruoli possibili dietro la macchina da presa compreso quello di regista (oltre ad una breve comparsa come attrice in L'uomo che amava le donne).
Oltre che con Rivette, con cui lavorerà in numerosi altri film, la Schiffman collabora anche con Jean-Luc Godard - Une femme est une femme, Le mépris, Pierrot le fou, Week-end e Le Petit Soldat -, con Pascal Thomas (Pleure pas la bouche pleine), Gérard Brach (La barca sull'erba), ma è con Truffaut che stabilisce un sodalizio lungo e proficuo a partire da Tirate sul pianista (1960) per arrivare a Finalmente domenica! (1983), l'ultimo film del cineasta francese.

### Morte
La regista muore di tumore al pancreas all'età di 71 anni, a Parigi, il 6 giugno 2001, un anno dopo la morte di suo marito. Come secondo le sue volontà, viene cremata nel crematorio del cimitero di Père-Lachaise. Le sue ceneri vengono successivamente donate alla famiglia.

## Vita privata
Nel 1949 Suzanne sposò Philip Schiffman, con cui rimase sposata fino alla morte di lui, avvenuta nel 2000. I due ebbero un figlio, Guillaume Schiffman, nato nel 1963, e che oggi è un rinomato direttore della fotografia.
La regista era dichiaratamente atea, come quasi tutti i registi della Nouvelle Vague.

## Filmografia

### Regista e sceneggiatrice
- Paris nous appartient, regia di Jacques Rivette (1960)
- Tirez sur le pianiste, regia di François Truffaut (1960)
- Lola - Donna di vita, regia di Jacques Demy (1961)
- La donna è donna, regia di Jean-Luc Godard (1961)
- Jules e Jim, regia di François Truffaut (1962)
- Questa è la mia vita, regia di Jean-Luc Godard (1962)
- Le Petit Soldat, regia di Jean-Luc Godard (1963)
- Il disprezzo, regia di Jean-Luc Godard (1963)
- La calda amante, regia di François Truffaut (1964)
- Bande à part, regia di Jean-Luc Godard (1964)
- Una donna sposata, regia di Jean-Luc Godard (1964)
- Fahrenheit 451, regia di François Truffaut (1966)
- Les Gauloises bleues, regia di Michel Cournot (1968)
- Baci rubati, regia di François Truffaut (1968)
- La mia droga si chiama Julie, regia di François Truffaut (1969)
- Il ragazzo selvaggio, regia di François Truffaut (1970)
- Non drammatizziamo... è solo questione di corna!, regia di François Truffaut (1970)
- La barca sull'erba, regia di Gérard Brach (1971)
- Out 1 (1971)
- Le due inglesi, regia di François Truffaut (1971)
- Mica scema la ragazza!, regia di François Truffaut (1972)
- La società dello spettacolo, regia di Guy Debord (1973)
- Effetto notte, regia di François Truffaut (1973)
- Pleure pas la bouche pleine, regia di Pascal Thomas (1973)
- Out 1: Spectre, regia di Jacques Rivette (1974)
- Adele H. - Una storia d'amore, regia di François Truffaut (1975)
- Gli anni in tasca, regia di François Truffaut (1976)
- L'uomo che amava le donne, regia di François Truffaut (1977)
- La camera verde, regia di François Truffaut (1978)
- L'amore fugge, regia di François Truffaut (1979)
- L'ultimo metrò, regia di François Truffaut (1980)
- La signora della porta accanto, regia di François Truffaut (1981)
- Le Pont du Nord, regia di Jacques Rivette (1981)
- Merry-Go-Round, regia di Jacques Rivette (1981)
- Finalmente domenica!, regia di François Truffaut (1983)
- L'uomo che amava le donne, regia di Blake Edwards (1983)
- L'amore in pezzi, regia di Jacques Rivette (1984)
- Flügel und Fesseln, regia di Helma Sanders-Brahms (1985)
- Hurlevent (1985)
- Le moine et la sorcière (1987)
- Femme de papier (1989) - film per la TV
- Corps perdus, regia di Eduardo de Gregorio (1990)
- Innocent, regia di Costa Natsis (1999)
- Tangos volés, regia di Eduardo de Gregorio (2002)
- Bolondok éneke, regia di Csaba Bereczky (2003)
- To oneiro tou Ikarou, regia di Costa Natsis (2005)

### Attrice
- L'uomo che amava le donne, regia di François Truffaut (1977)
- Le Pont du Nord, regia di Jacques Rivette (1981)
- Rouge-gorge, regia di Pierre Zucca (1985)

## Riconoscimenti[12]
- Premio Oscar
  - 1973 - Candidatura per la miglior sceneggiatura originale per Effetto notte[13]
- Premio César[14]
  - 1980 - Miglior sceneggiatura originale per L'ultimo metrò
  - 1988 - Candidatura per la migliore opera prima per Le moine et la sorcière
- New York Film Critics Circle Awards[15]
  - 1975 - Miglior sceneggiatura per Adele H. - Una storia d'amore